# Пасинок Пердиди
«Пасинок Пердиди» (фр. L'Orphelin de Perdide) — роман французького письменника-фантаста П'єра Пейро, написаний під псевдонімом Стефан Вуль і виданий в 1958 році. Українською мовою цей роман, як інші твори Вуля, не видавався.

## Сюжет
На планеті Пердида колоніст Клод і його чотирирічний син Клод-молодший, або Клоді, рятуються від атаки гігантських шершнів. Виснажений батько встигає послати сигнал лиха своєму другові, контрабандисту Максу. Віддавши передавач синові, Клод наказує йому тікати. В силу свого віку малюк не розуміє чого хоче батько, і вирушає далі.
Тим часом на борту міжпланетного корабля «Ле Гранд Макс» Макс отримує повідомлення і тут же зв'язується з Клоді; хлопчик при цьому вважає, що з ним розмовляє сам передавач. Макс вирішує відхилиться від курсу і летіти до Пердиди, щоб врятувати дитину, проте політ займе кілька місяців. Це викликає невдоволення з боку його двох пасажирів — Белль і Мартен Боз, які заплатили Максу великі гроші за доставку їх на планету Сидуан, але Макс невблаганний. Він підтримує зв'язок з Клоді і дає йому численні поради, необхідні для його виживання у ворожому середовищі Пердиди. Боячись, що не встигне, Макс розганяє зореліт до 99,9% швидкості світла.
По дорозі Макс робить зупинку на планеті Девиль-Балль, де знайомиться зі старим Силбадом. Силбад дуже давно зіткнувся на Пердиді з шершнями, як і Клоді. Старого чіпає історія хлопчика, і він приєднується до Макса і шле хлопчику поради з виживання, бувши прекрасно знайомим з природою Пердиди. Всі четверо персонажів по черзі шлють Клоді повідомлення. В якийсь момент Силбад підслуховує, як Мартен вмовляє Клоді увійти в небезпечний грот, де хлопчик неминуче загине, а корабель знову зможе взяти курс на Сидуан. Дізнавшись про підступність Мартена, Макс замикає його в каюті, але на планеті Гамма-10 Мартен, скориставшись моментом, тікає.
Макс і Силбад вирушають за Мартеном, однак виявляють, що той убитий в'язнями, які втекли з Сидуана. Злочинці беруть Макса і Силбада у полон. Ватажок утікачів на ім'я Владика хоче віддати Макса і Силбада на поживу своєму домашньому чудовиську, але їм вдається вирватися, і чудовисько зжерає самого Владику. Макс і Силбад обіцяють в'язням, що пришлють до них рятувальників.
На підльоті до Пердиди «Ле Гранд Макс» оточує міжпланетна поліція. Макса і Силбада допитує влада, і тут вони з подивом дізнаються, що Пердида — розвинена і заселена планета, яка вже 60 років як колонізована. Макс і Силбад розуміють, що коли їхній корабель досяг 99,9 % швидкості світла, то для них минули дні, а навколо — сотня років. Дізнавшись це, Силбад отримує серцевий напад, адже хлопчика не вдалося врятувати.
«Ле Гранд Макс» сідає на Пердиду, і Макс вирушає на пошуки місцевого історика, щоб дізнатися як закінчилася історія малого Клоді ста роками раніше. Він знаходить старого месьє Баде і дізнається, що той врятував хлопчика від атаки шершнів і усиновив його, оскільки сам не мав дітей. Хлопчика назвали Сильвеном Баде, але всі називали його «Силбад». Через травми, отримані під час подорожі Пердидою, хлопчик забув що з ним сталося. Макс повертається в лікарню, щоб побачити старого Силбада, але той помирає в муках, так і не дізнавшись правди. Роман закінчується відльотом Макса і Белль, які вирушають на планету Девиль-Балль, щоб почати там нове життя.

## Екранізація
У 1982 році французький режисер Рене Лалу зняв за мотивами роману повнометражний мультиплікаційний фільм «Володарі часу».

## Переклади

#### Португальська
- O vagabundo des estrelas, Livro do Brasil, coll. « Argonauta » no 60, 1960.

#### Угорська
- A Perdide árvája, Cser Kiadó, 2019. © Hungarian translation: Zoltán Szalóki (ISBN 978-963-278-586-8)